# Abu Mohammed Abdul Wahid
Abu Mohammed Abdul Wahid, ook wel Abdul Wahid I (Arabisch: أبو محمد عبد الواحد بن يوسف) (overleden, september, 1224) genoemd, was de zesde kalief van de Almohaden-dynastie in Marokko. Kort nadat hij zijn vader Mohammed an-Nasir had opgevolgd werd hij vermoord.
Zijn vizier was Abu Said ibn Jami, die ook onder zijn vader en grootvader diende.